# Platycephalus
Platycephalus là một chi cá trong họ Platycephalidae.

## Các loài
Có tất cả 19 loài trong chi này:
- Platycephalus angustus Steindachner, 1866 (Steindachner’s flathead) [2]
- Platycephalus aurimaculatus L. W. Knapp, 1987
- Platycephalus australis Imamura, 2015 [3]
- Platycephalus bassensis G. Cuvier, 1829
- Platycephalus caeruleopunctatus McCulloch, 1922
- Platycephalus chauliodous L. W. Knapp, 1991
- Platycephalus conatus Waite & McCulloch, 1915
- Platycephalus cultellatus J. Richardson, 1846
- Platycephalus endrachtensis Quoy & Gaimard, 1825
- Platycephalus fuscus G. Cuvier, 1829
- Platycephalus grandispinis G. Cuvier, 1829
- Platycephalus indicus Linnaeus, 1758
- Platycephalus laevigatus G. Cuvier, 1829
- Platycephalus marmoratus Stead, 1908
- Platycephalus micracanthus Sauvage, 1873
- Platycephalus orbitalis Imamura & L. W. Knapp, 2009
- Platycephalus richardsoni Castelnau, 1872
- Platycephalus speculator Klunzinger, 1872
- Platycephalus westraliae Whitley, 1938